# Oxyothespis tricolor
Oxyothespis tricolor es una especie de mantis de la familia Mantidae.

## Distribución geográfica
Se encuentra en Libia.